# Militaire motorfiets

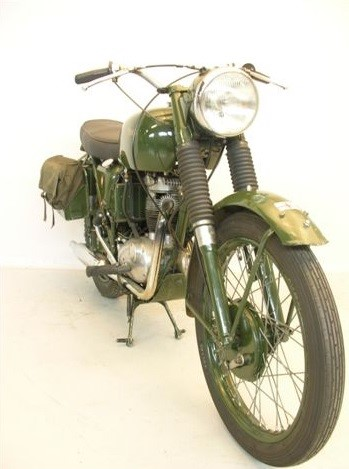
BSA B40 Mk2 WD GB uit 1968

Een militaire motorfiets is een motorfiets die door strijdkrachten wordt gebruikt.

## Geschiedenis

### Eerste Wereldoorlog
De Eerste Wereldoorlog was de eerste oorlog waarin gemotoriseerde voer-, vaar- en vliegtuigen een grote rol speelden. Vooral de Geallieerden maakten gebruik van - meestal Britse - motorfietsen. Aan het begin van de oorlog werd de productie van (onder meer) motorfietsen door het Britse War Office aan banden gelegd, om grondstoffen als staal, aluminium en rubber voor de oorlogsproductie te sparen en in 1916 werd de productie van civiele motorfietsen zelfs verboden. Alleen de belangrijkste merken mochten nog produceren om niet alleen het Britse leger, maar ook de geallieerden van motorfietsen te voorzien. Ze werden vrijwel uitsluitend ingezet voor ordonnancediensten. De motorfietsen waren - afgezien van de kleur - niet aangepast aan het militair gebruik, afgezien van enkele zijspancombinaties die bestemd waren als mitrailleurdrager. Na de oorlog moest de Britse civiele productie weer worden opgestart, maar dat was moeilijk door het gebrek aan grondstoffen en de (vaak Duitse) onderdelen zoals Bosch-ontstekingsmagneten. Omdat de militaire machines nauwelijks aangepast waren, konden Britse merken ze soms terugkopen, overspuiten en weer verkopen. 

Zwitserse Motosacoche met ski's
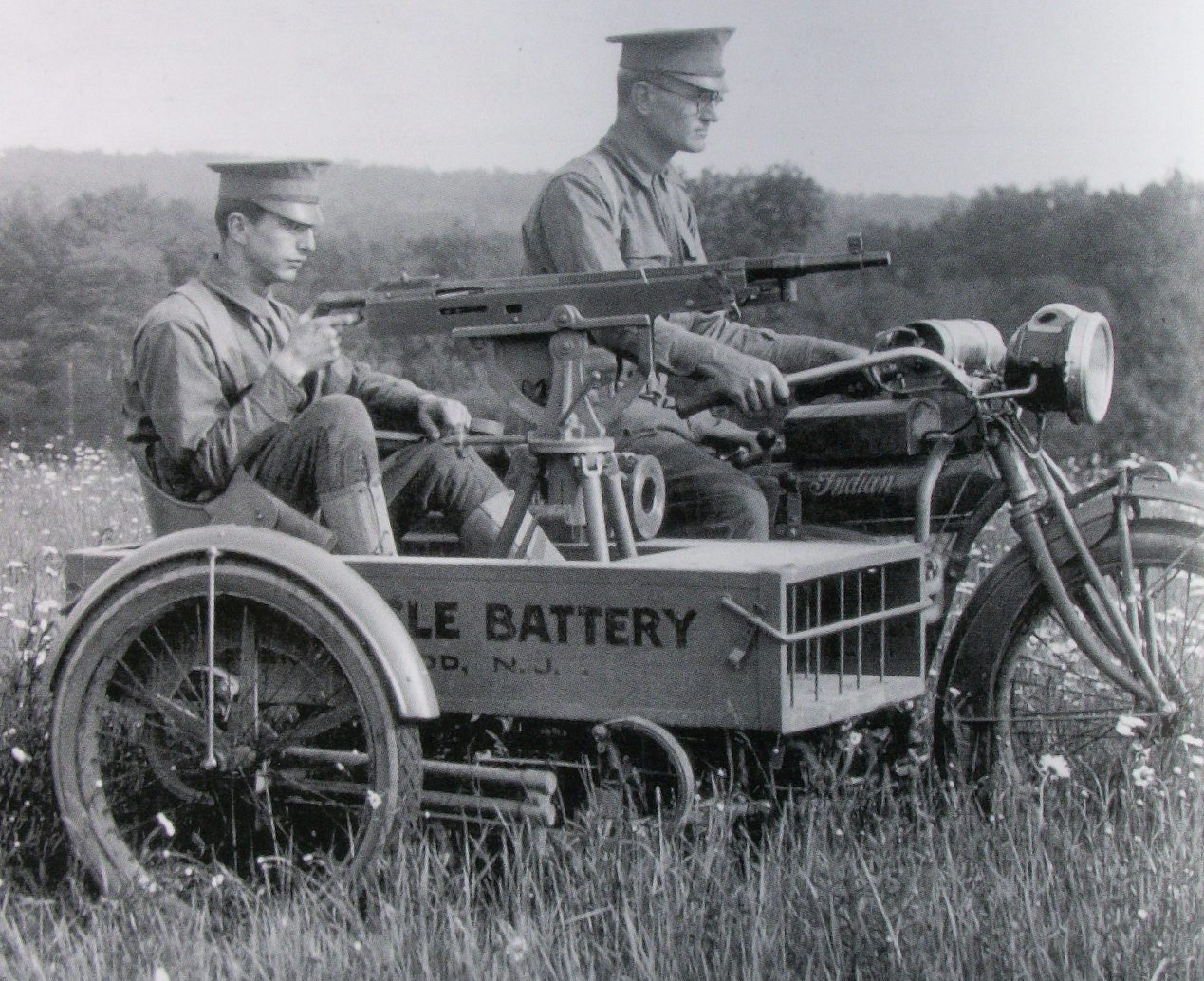
Amerikaanse Indian met mitrailleuraffuit
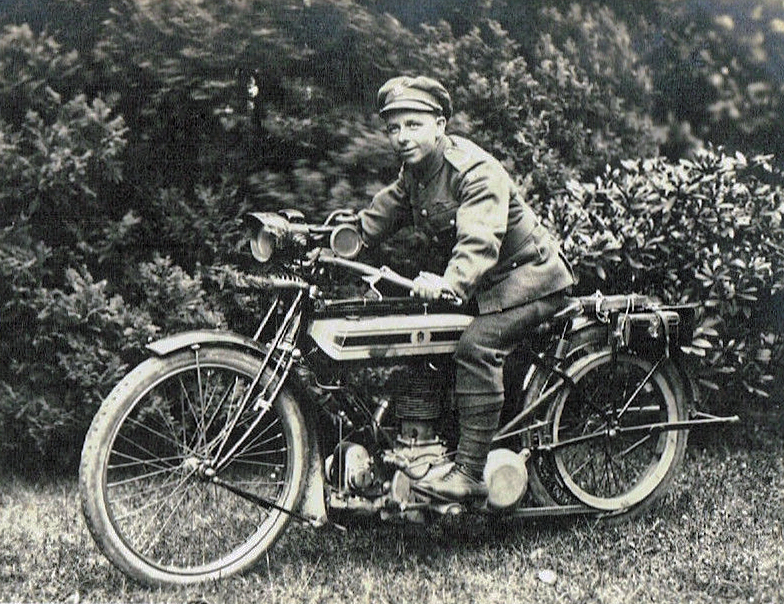
Het Triumph Model H was de lieveling van de Britse motorordonnansen. Het verdiende de bijnaam "Trusty Triumph", die Triumph nog jaren als reclameslogan gebruikte.
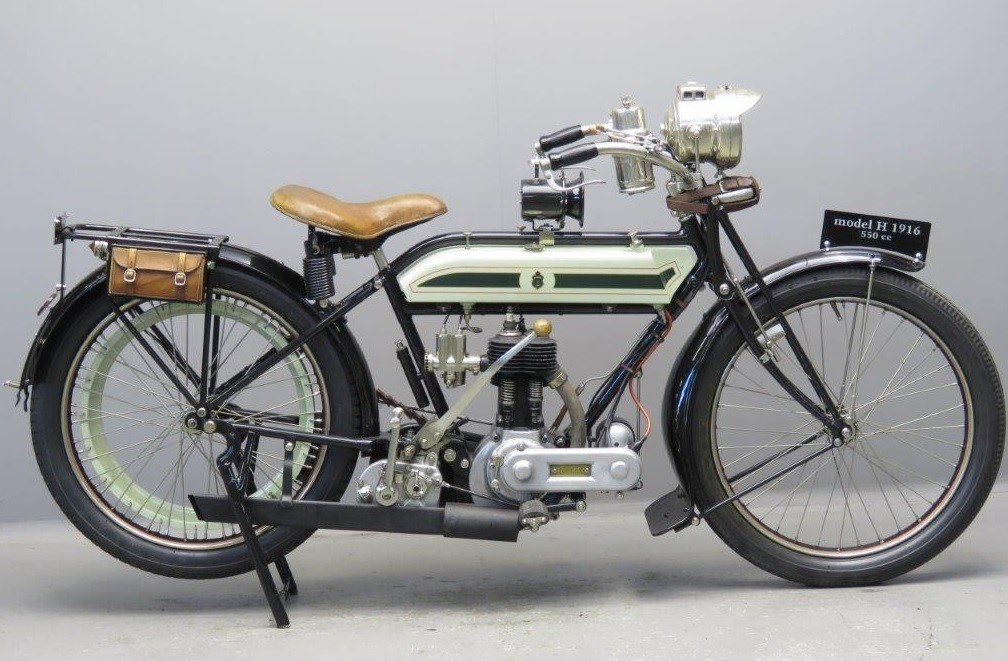
Ook deze specifieke machine is als militaire motorfiets gebruikt. In de Powell & Hanmer-carbidlamp staan de letters "WD" (War Department).

### Interbellum en Tweede Wereldoorlog
Tijdens het interbellum ontwikkelde een aantal merken nog steeds militaire motorfietsen, maar daarbij richtte men zich voornamelijk op zijspancombinaties, in het algemeen zware V-twins met zijklepmotoren. De solomotoren werden nog steeds nauwelijks aangepast. Ze kregen soms wel grote canvastassen om berichten mee te nemen, maar de zijspannen werden ingericht voor transport, verkenning, voor montage van mitrailleurs en in een enkel geval als mortierdrager. In de aanloop van de Tweede Wereldoorlog werden zowel in de Verenigde Staten, het Verenigd Koninkrijk, Italië, Rusland als Nazi-Duitsland militaire motorfietsen ontwikkeld. Opnieuw waren de solomotoren niet bijzonder afwijkend van civiele modellen, maar de zijspannen wel. Duitsland had de Zündapp KS 750 en het BMW R75 Wehrmachtsgespann, allebei zeer flexibel inzetbaar en door hun grote vermogen van 26 pk en zijspanwielaandrijving ook heel geschikt als terreinmotor en in staat een aanhangwagen met munitie te trekken. Deze modellen hadden dan ook zware kopklepmotoren. De geallieerden zwoeren bij zijklepmotoren, omdat de monteurs deze motoren beter kenden en makkelijker konden onderhouden. De geallieerde solomotoren bleven de hele oorlog in gebruik, maar de zijspancombinaties, zoals de Norton WD Big Four, verdwenen al in 1941, toen de Willys MB/Ford GPW "Jeep" verscheen. Bekende modellen uit de oorlog zijn de Harley-Davidson Liberator en de BSA W-M20. 

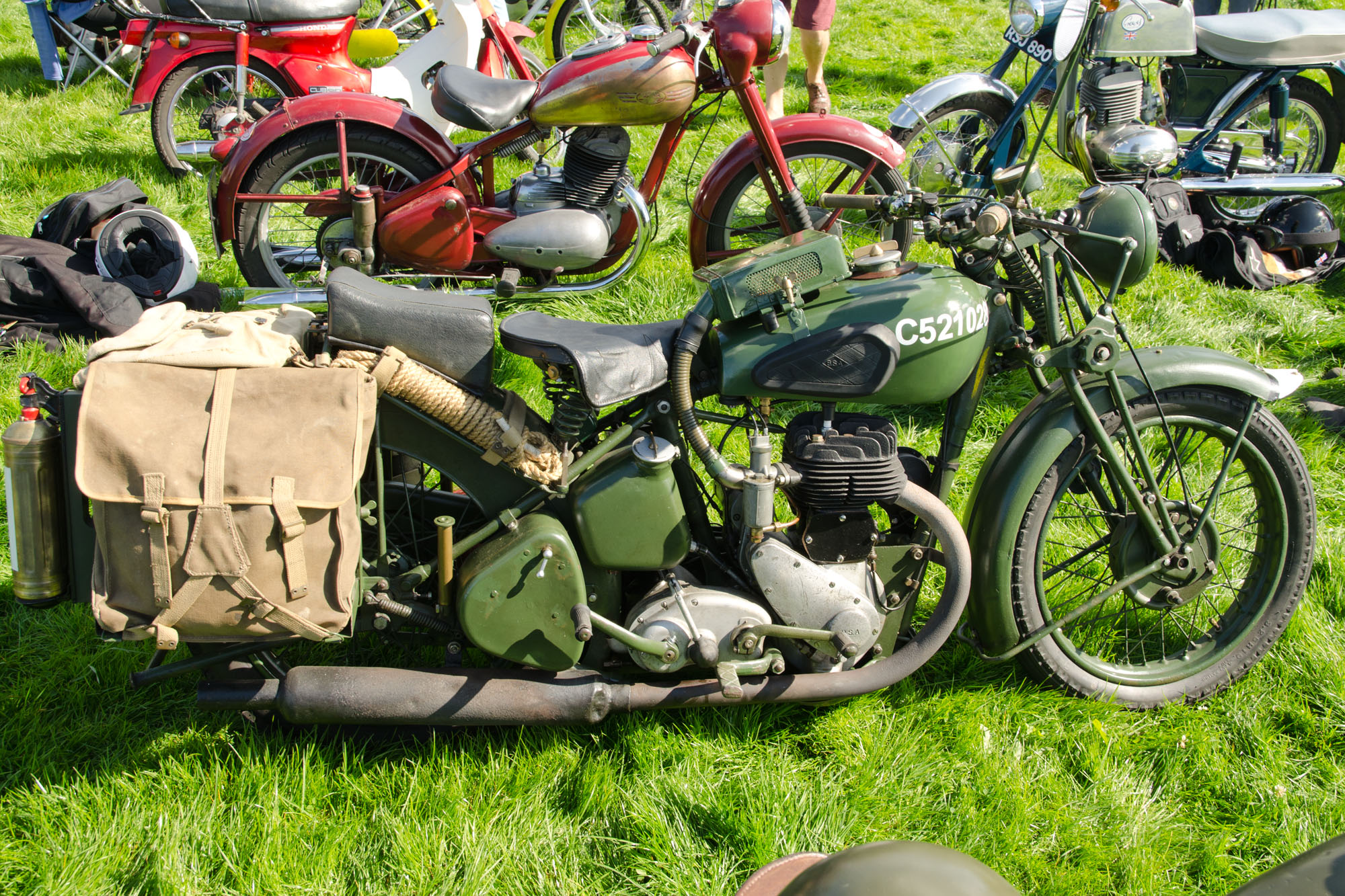
BSA W-M20 met Vokes-luchtfilterkast op de tank.
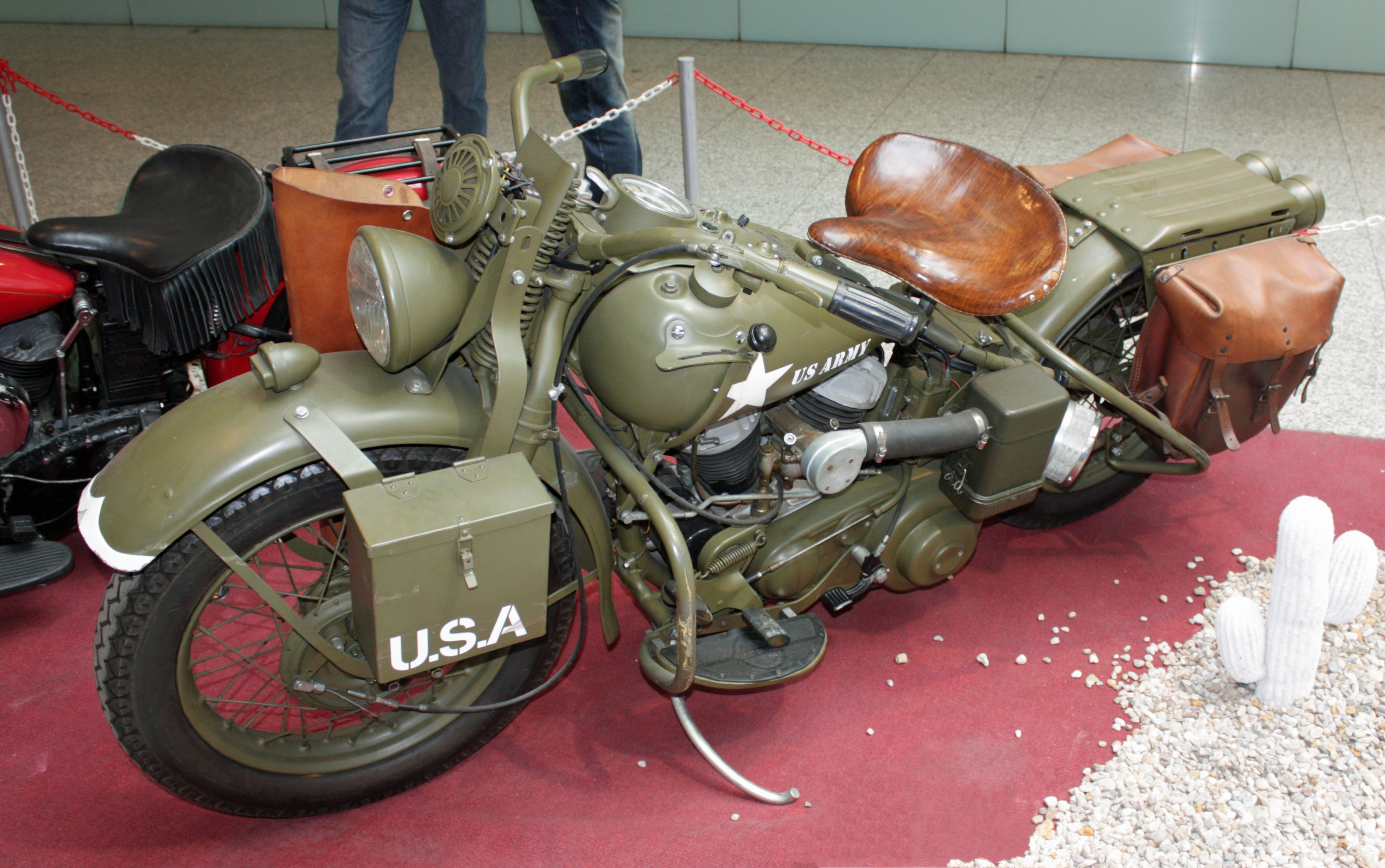
De Harley-Davidson WLA werd bekend als "Liberator" (bevrijder)
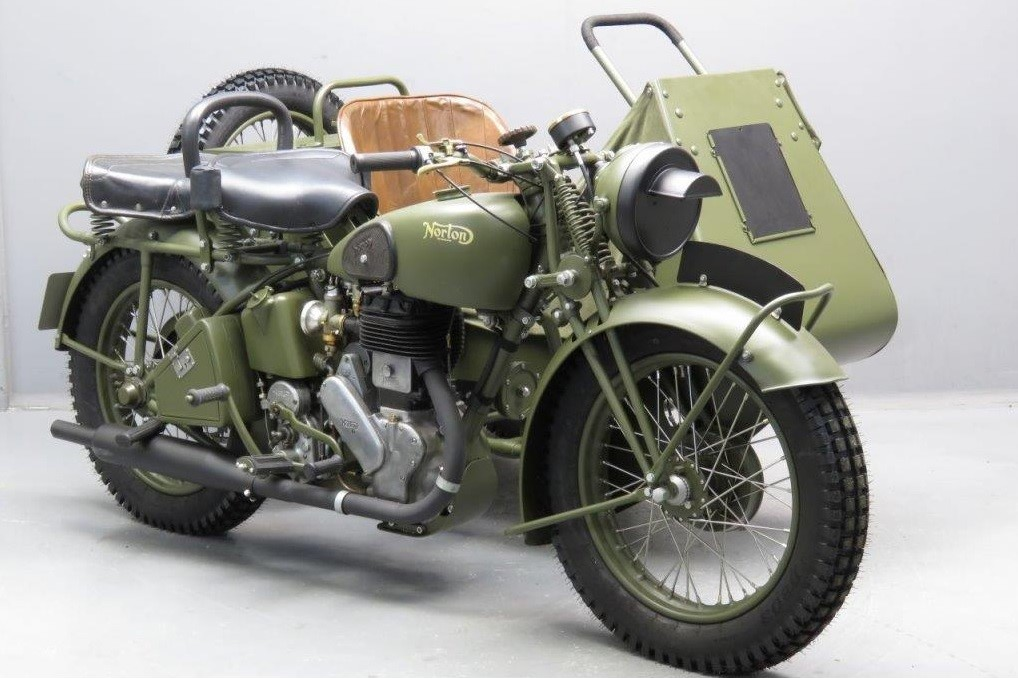
Veel exemplaren van de Norton WD Big Four (met zijspanwielaandrijving) gingen verloren bij de Operatie Dynamo in Duinkerke (1940). Daarna kozen de geallieerden voor de Willys Jeep
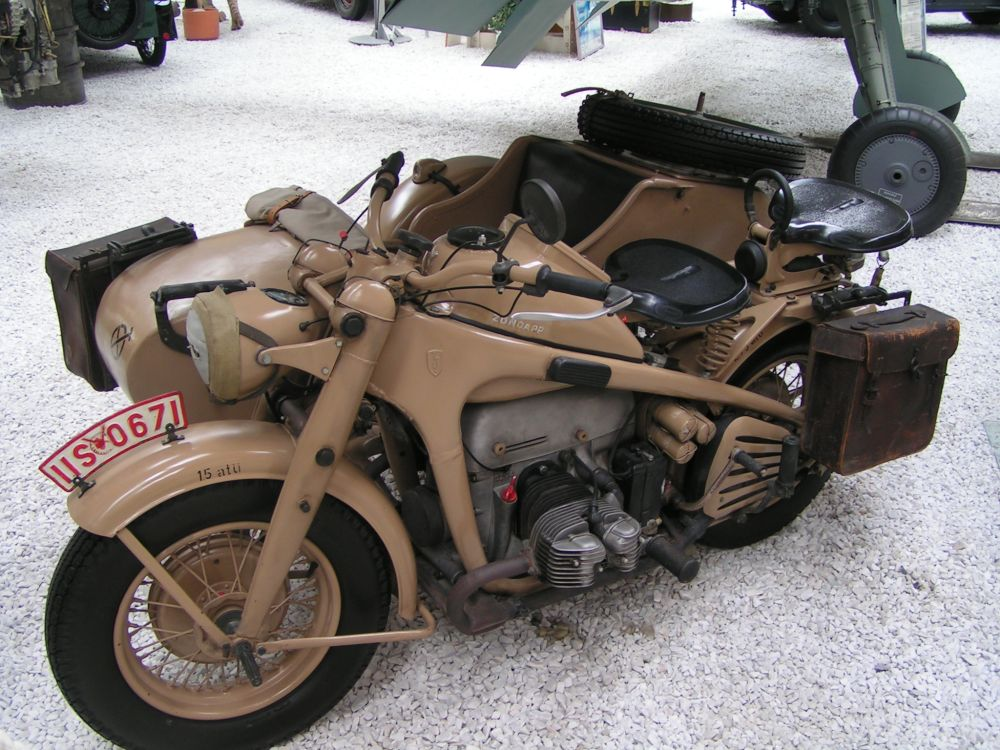
De Duitsers hadden geen kleine vierwielaangedreven auto's en hielden vast aan de Zündapp KS 750...
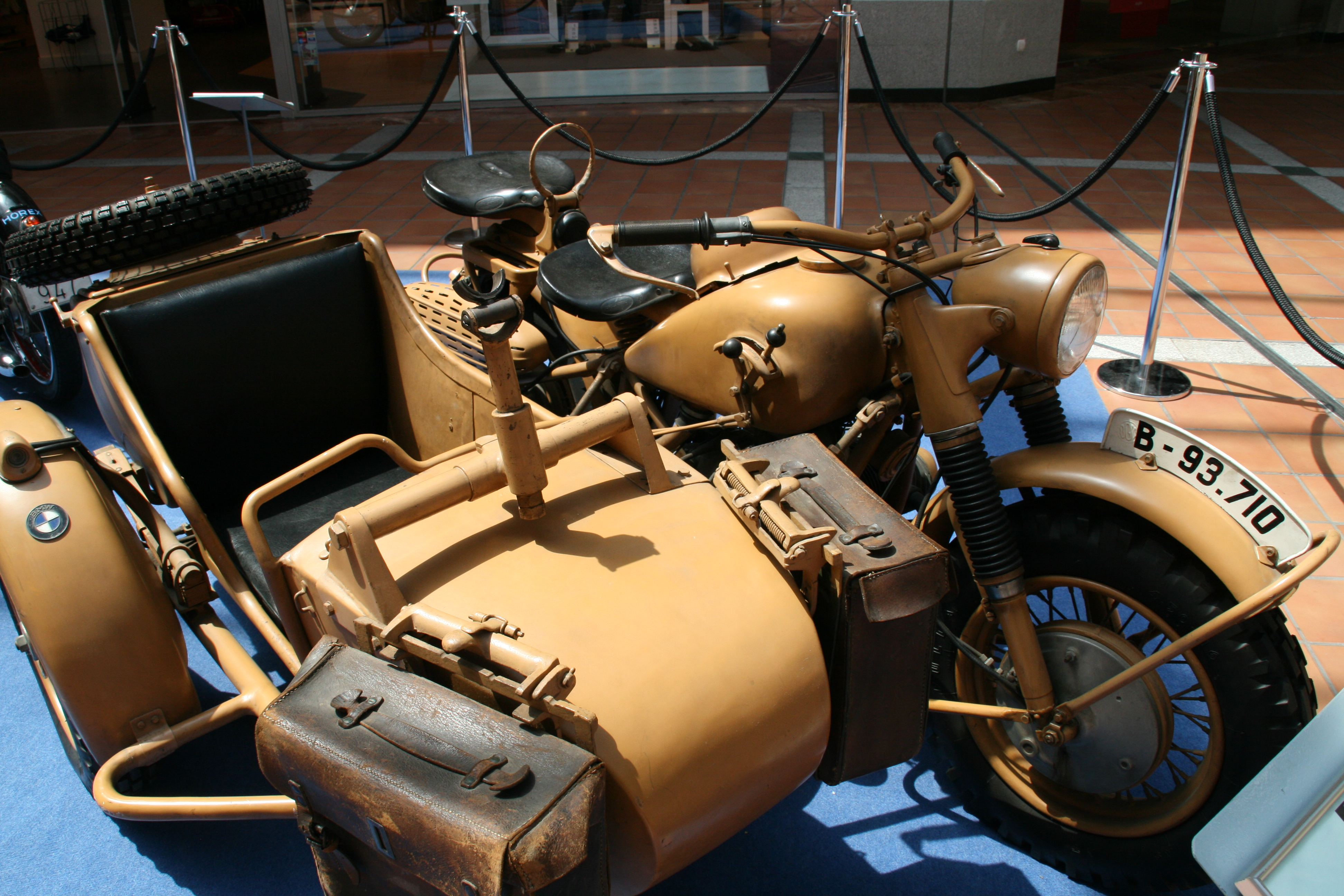
...en de BMW R75
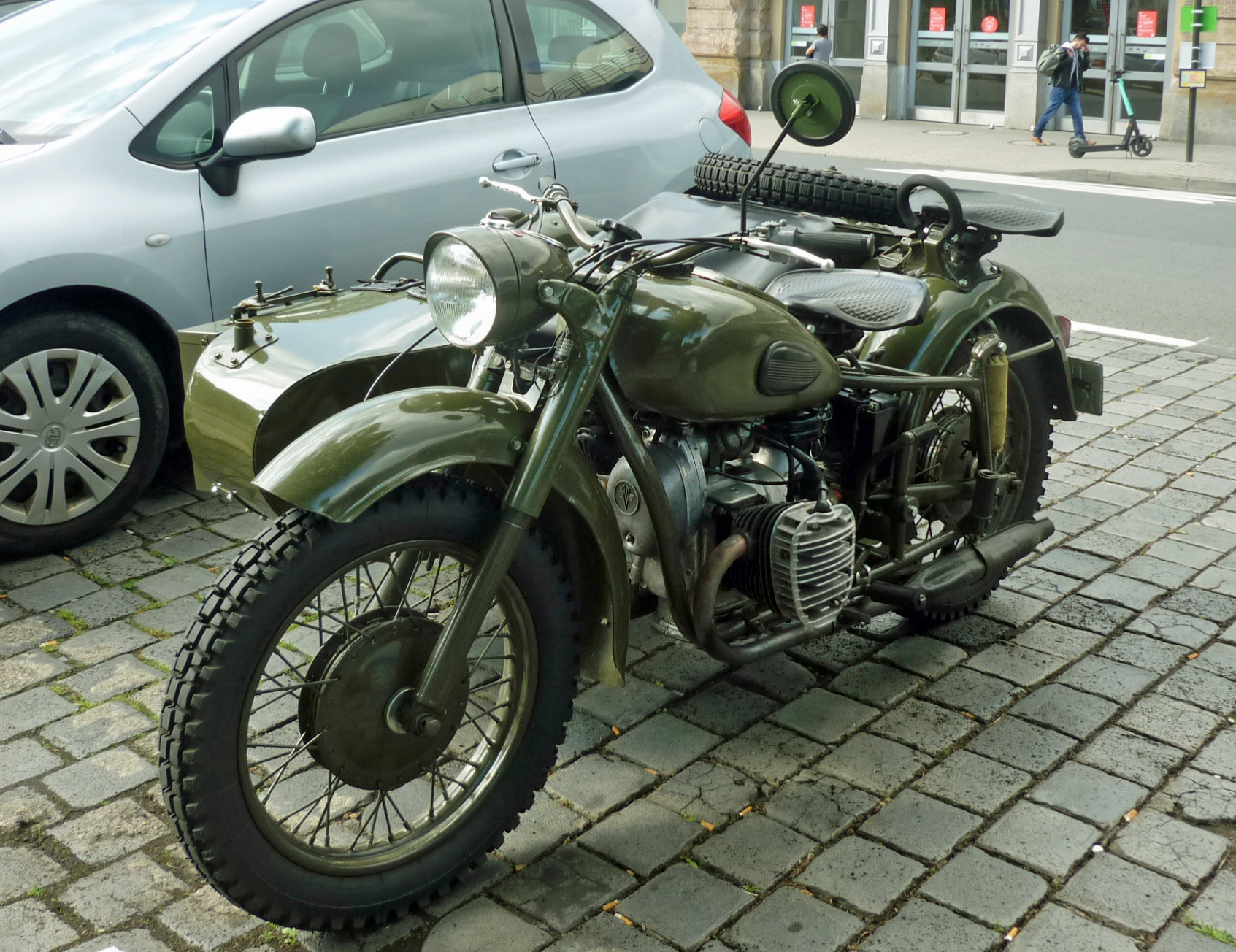
De Russische KMZ Dnepr was een kopie van de vooroorlogse BMW R71

#### Luchtlandingstroepen
Luchtlandingstroepen beschikten over lichte, opvouwbare scooters die met een parachute konden worden uitgeworpen. De Britse Welbike werd daarvoor opgevouwen in een kist geplaatst, de Amerikaanse Cushman 53 kon zonder kist uitgeworpen worden.

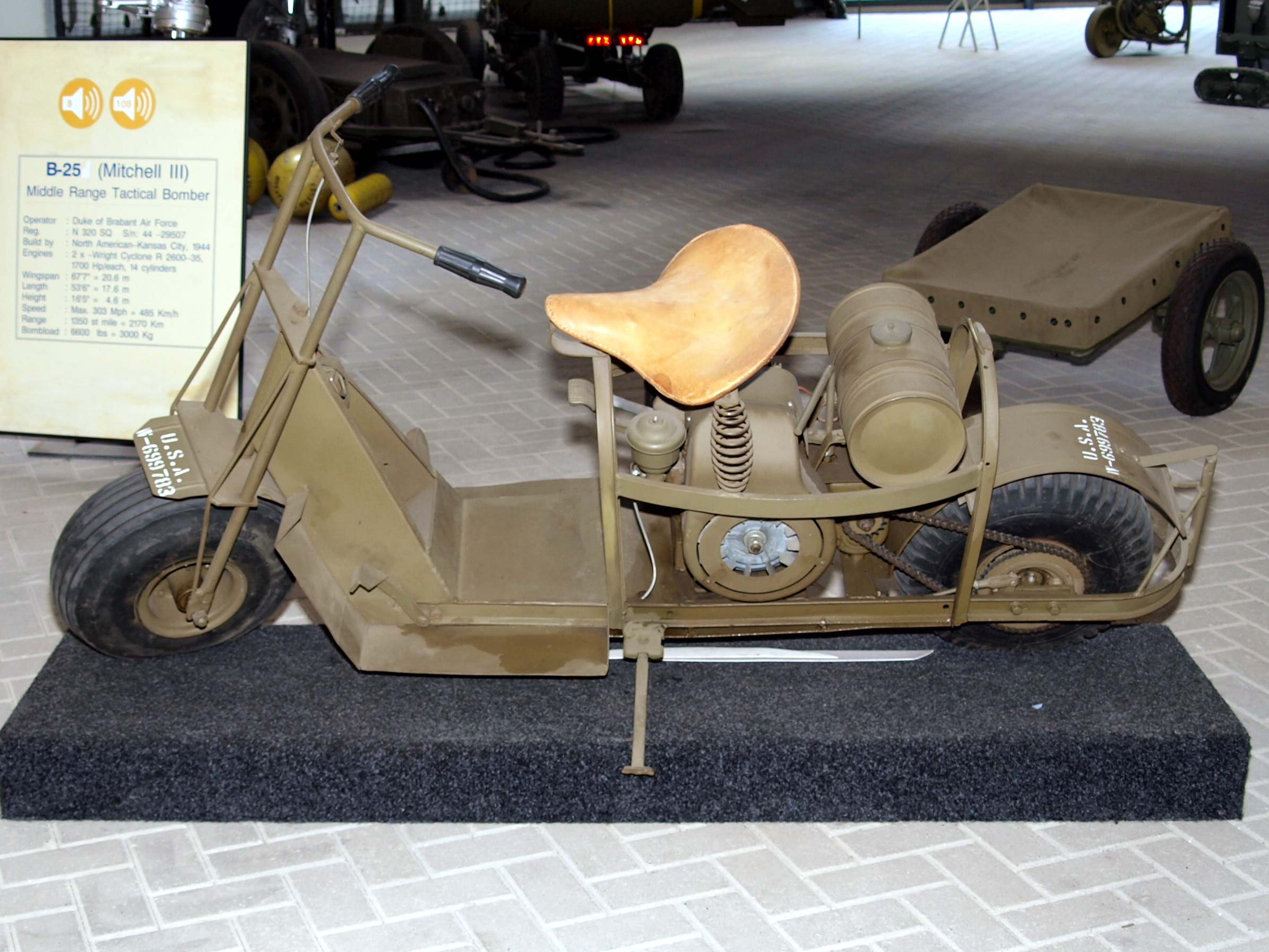
Cushman 53 voor luchtlandingstroepen
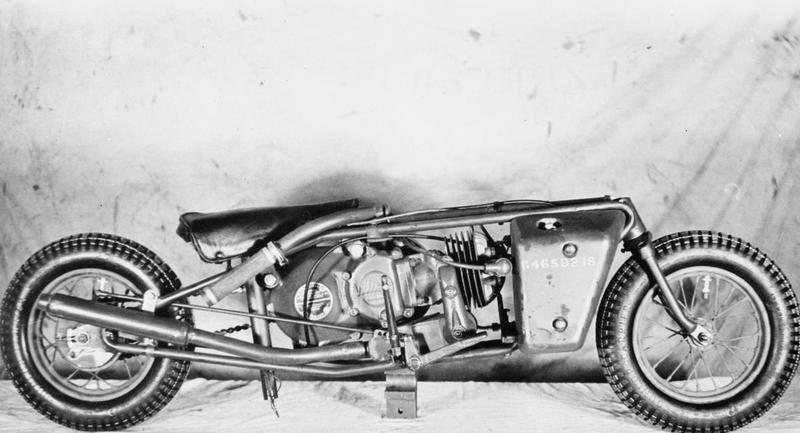
Opgevouwen Welbike
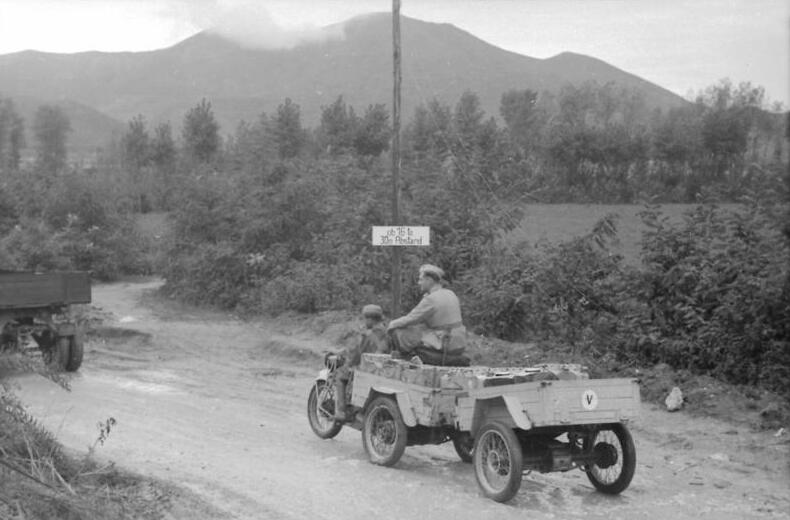
Ook een voertuig voor luchtlandingstroepen: de deelbare Moto Guzzi Trialce. Het achterdeel kon worden losgekoppeld en als aanhangwagen dienst doen.

#### Rupsbanden
Hoewel er wel werd geëxperimenteerd met motorfietsen op rupsbanden, bleef het meestal bij prototypen. Vaak ging het hierbij vooral om gebruik in de sneeuw. Het BMW-Schneekrad (eind jaren dertig) had volledige rupsbandaandrijving met een ski onder het zijspanwiel. Het Franse Mercier bouwde in die tijd haar Moto Chenille met een rupsband aan de voorkant en J. Lehaitre uit Parijs bouwde de Tractor Cycle, ook met volledige rupsaandrijving. Een machine die wel werd ingezet was het Duitse NSU Ketten(kraft)rad, dat alleen een motorfiets-voorvork had. 

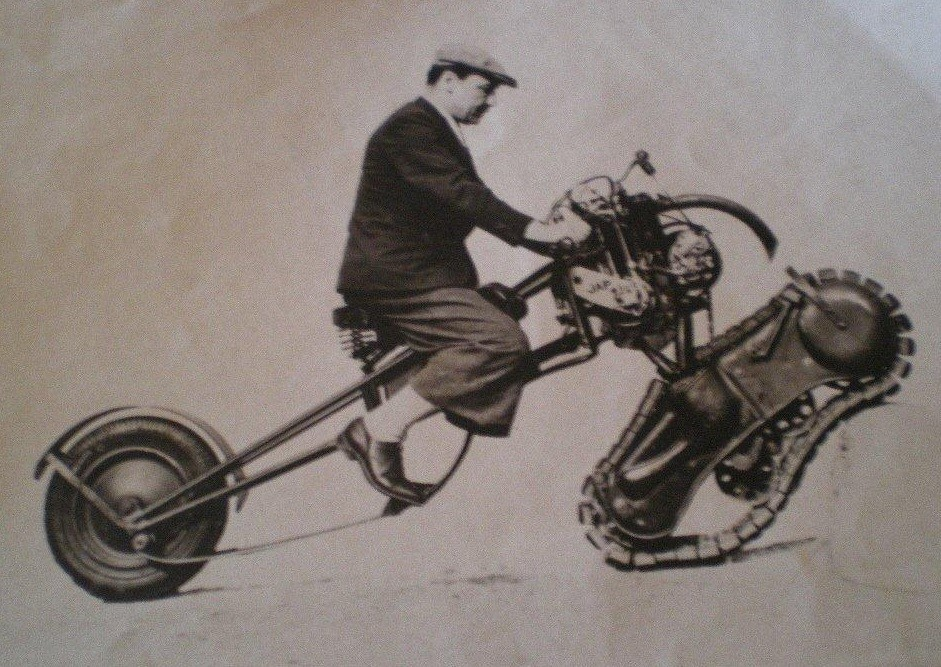
Franse Mercier Moto Chenille uit 1937 met Britse JAP-motor.
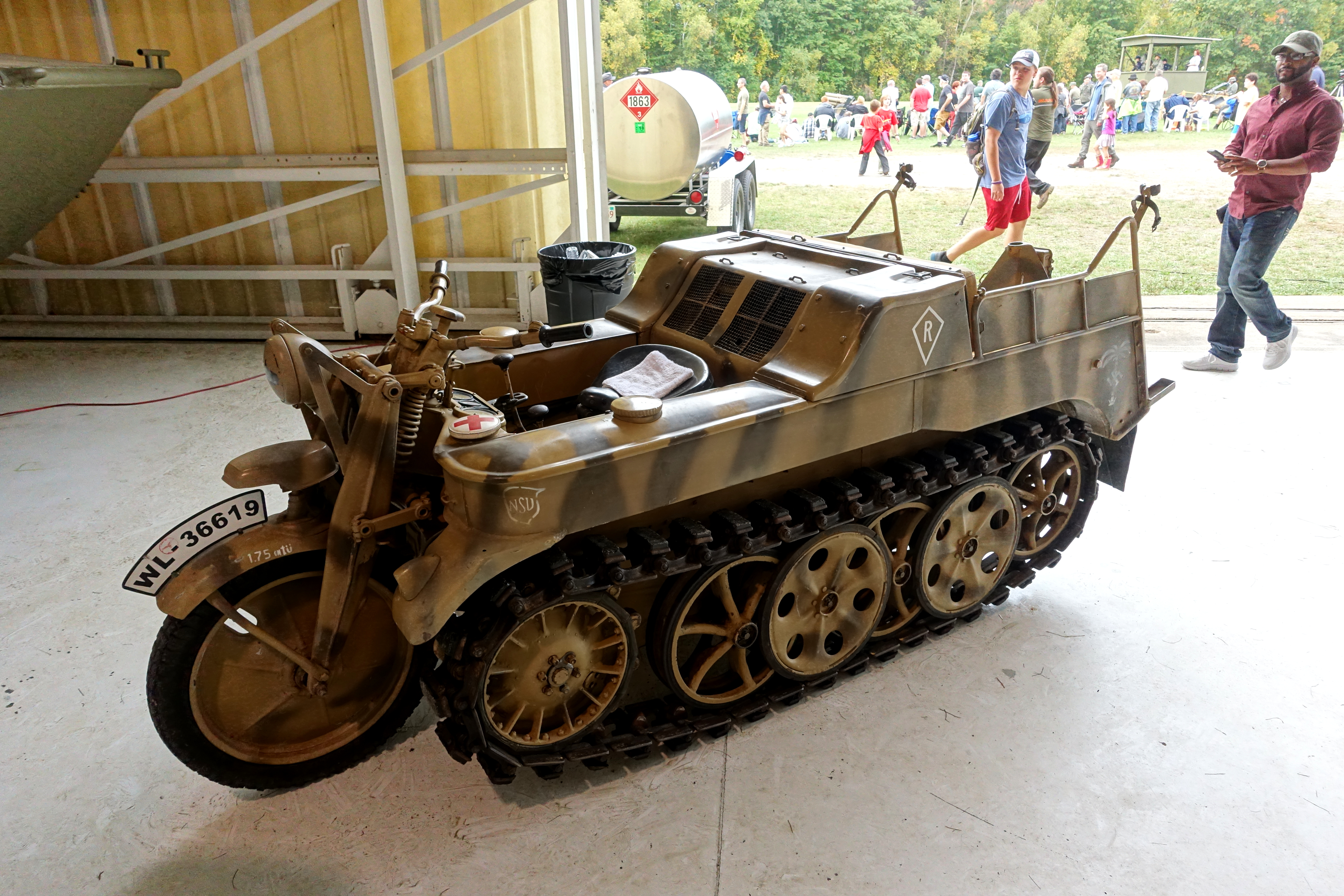
NSU Kettenkrad uit de Tweede Wereldoorlog.
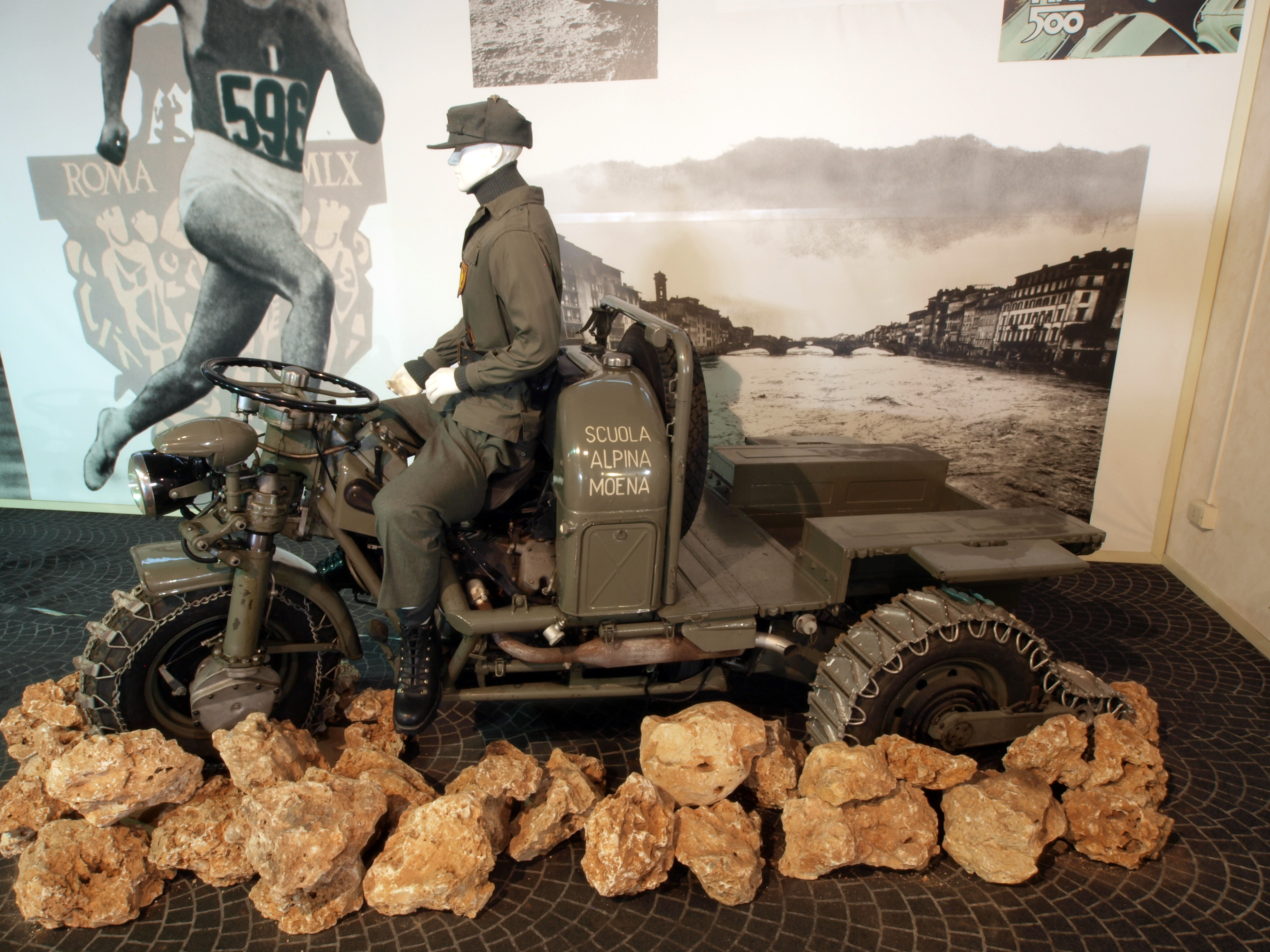
De Moto Guzzi Autoveicolo da Montagna 3 X 3 kon ook goed rijden als de kleine rupsbandjes verwijderd waren.

### Na de oorlog
Na de oorlog was het voor iedereen duidelijk dat militaire zijspancombinaties veel minder geschikt waren dan auto's met vierwielaandrijving als mitrailleur-, mortier en raketwerperdrager en munitietransport. Zo bleven alleen de ordonnancetaken voor solomotoren over. De ontwikkeling van terreinmotoren en -banden maakten de ontwikkeling makkelijker. In de laatste jaren worden ook de verkenningstaken belangrijker. Er ontstond wel een nieuw probleem: nu dieselmotoren algemeen gebruikt werden voor auto's, vrachtauto's en aggregaten, waren het alleen nog de motorfietsen die gebruik maakten van benzine. Dat zorgde voor een logistiek probleem: alleen voor de motorfietsen moest benzine worden aangevoerd. Daarom werd er ook geëxperimenteerd met dieselmotorfietsen. Het belang van motorfietsen, met name voor berichtenverkeer, werd steeds minder door verbeterde radioverbindingen en encryptie. Ook voor verkenningen werden ze minder ingezet, vanwege het ontbreken van bepantsering. Verkenningen werden steeds meer uitgevoerd door kleine gepantserde voertuigen, maar ook door vliegtuigen, satellieten en drones.

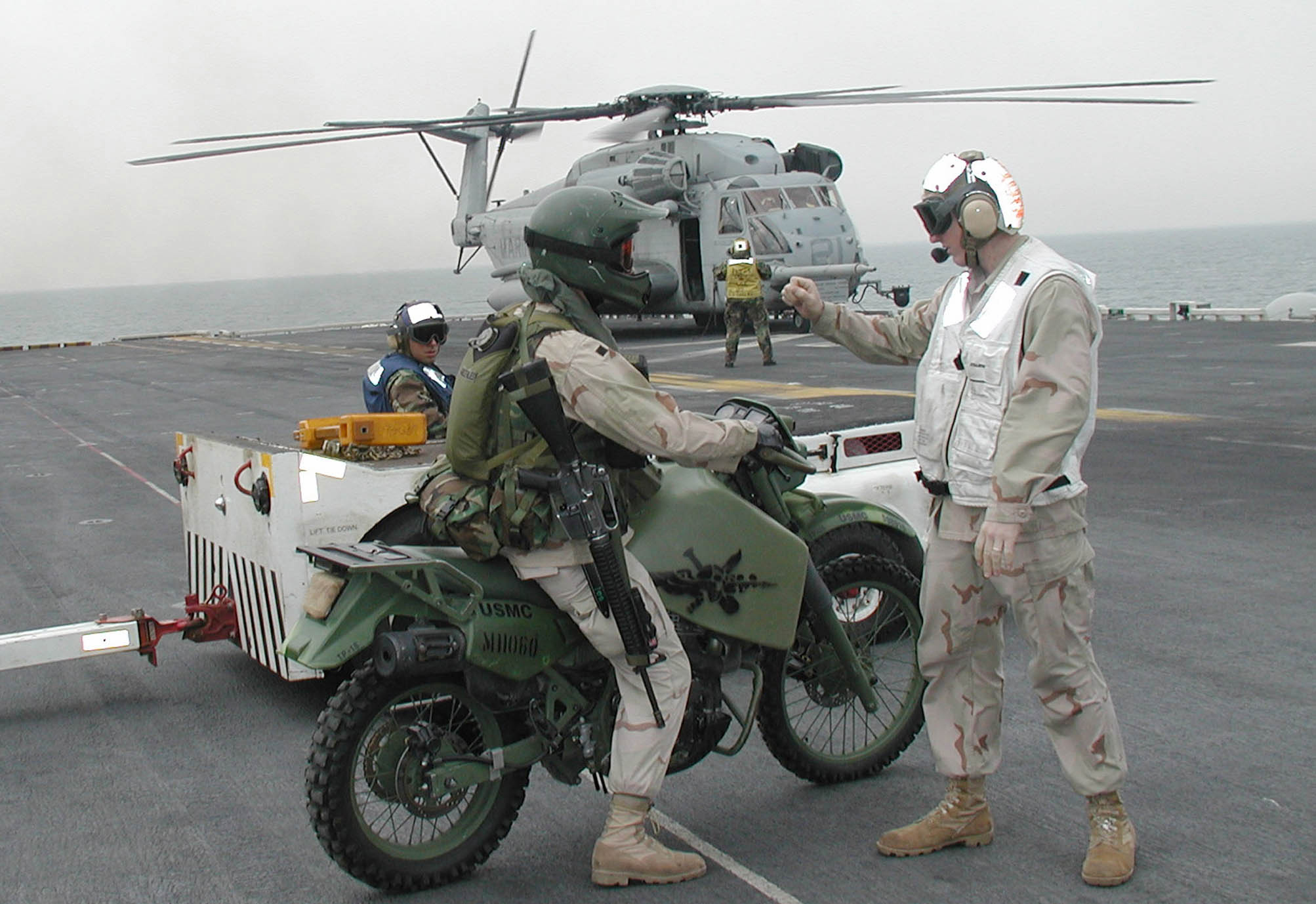
Amerikaans experiment: HDT M1030M1 motorfiets met dieselmotor.
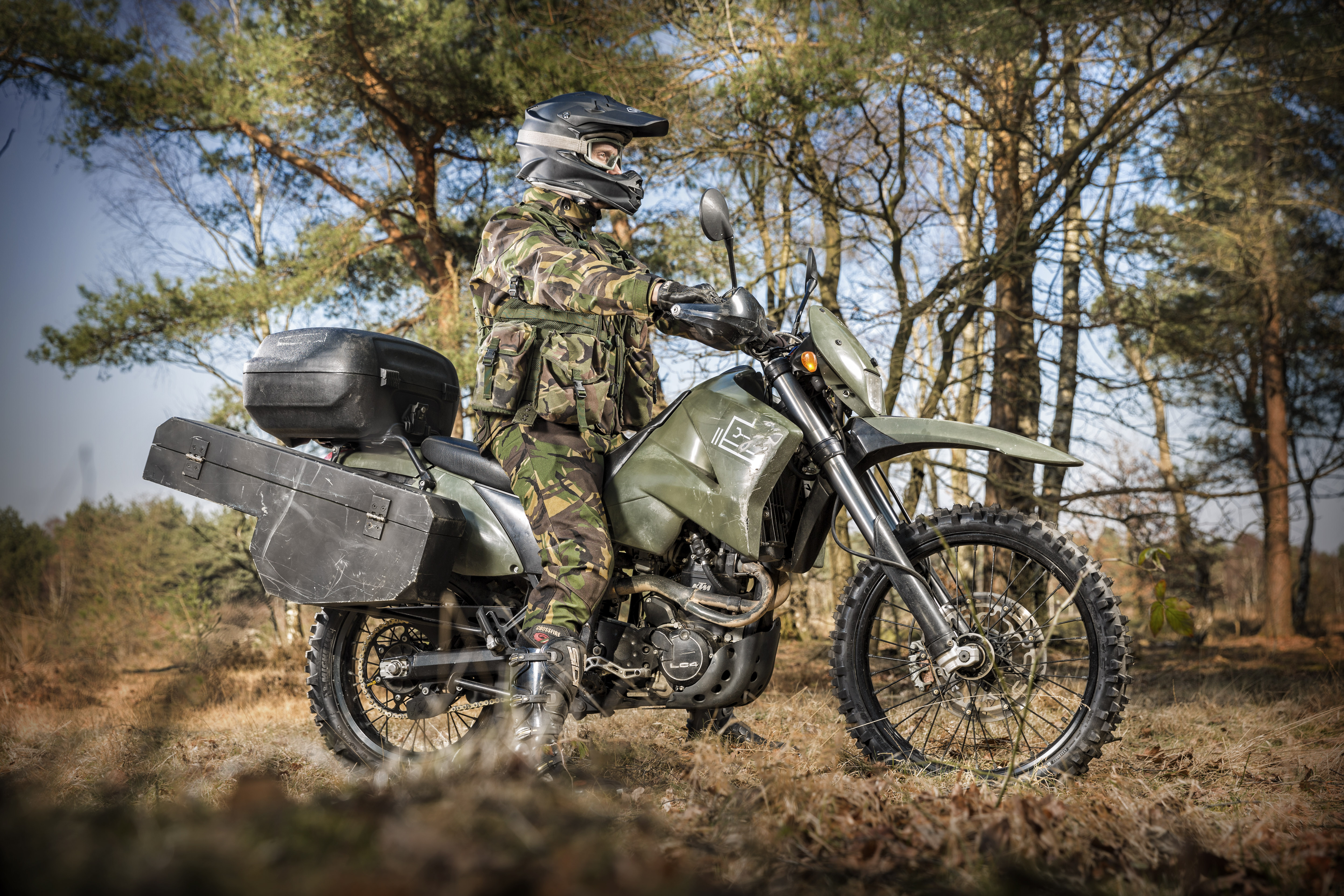
Monteur van 11 Luchtmobiele Brigade met een aangepaste KTM 400 LS-E.
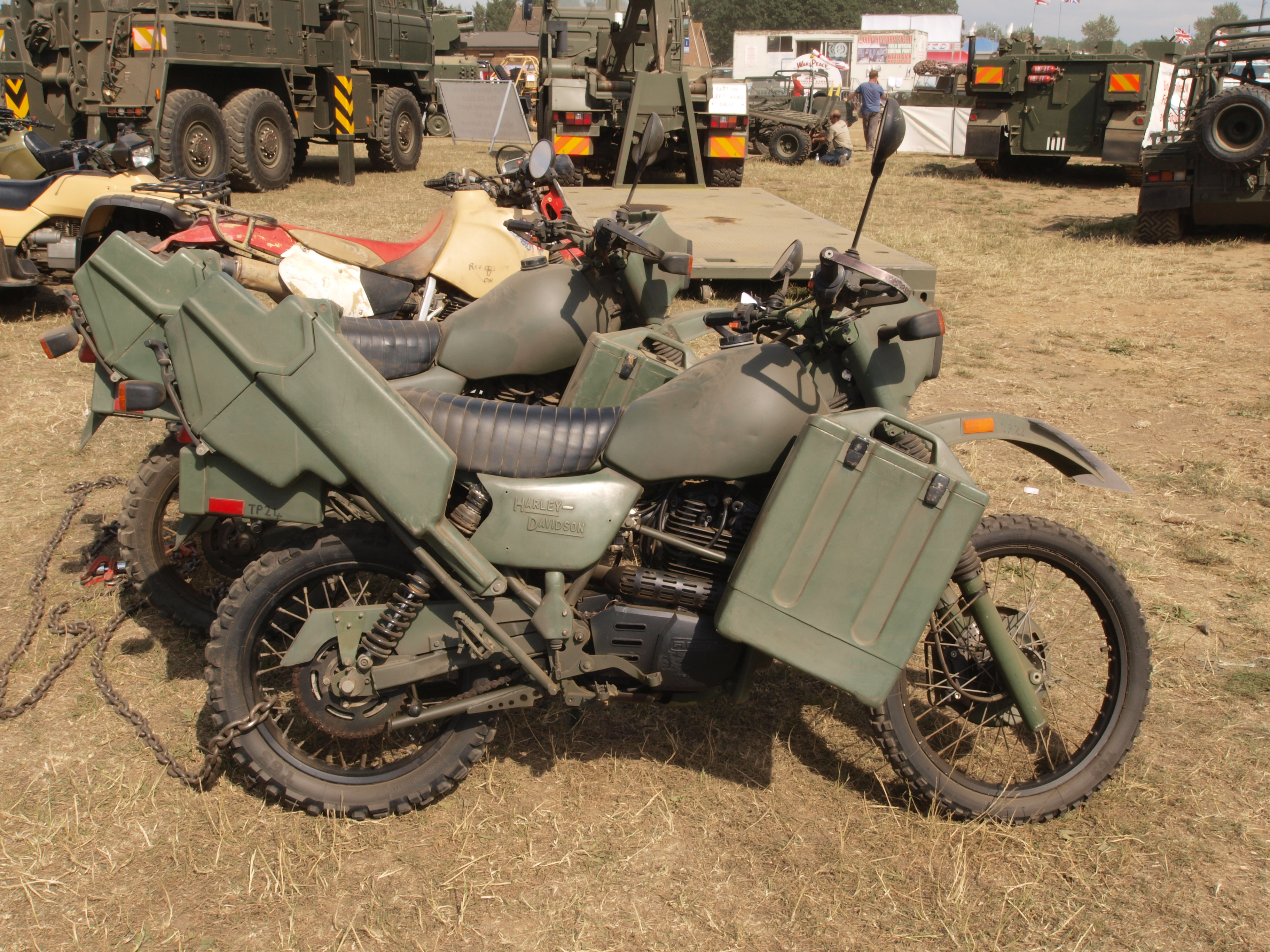
Britse Harley-Davidson (eigenlijk een Armstrong MT-500) met wapenkoffer en transportkoffer.
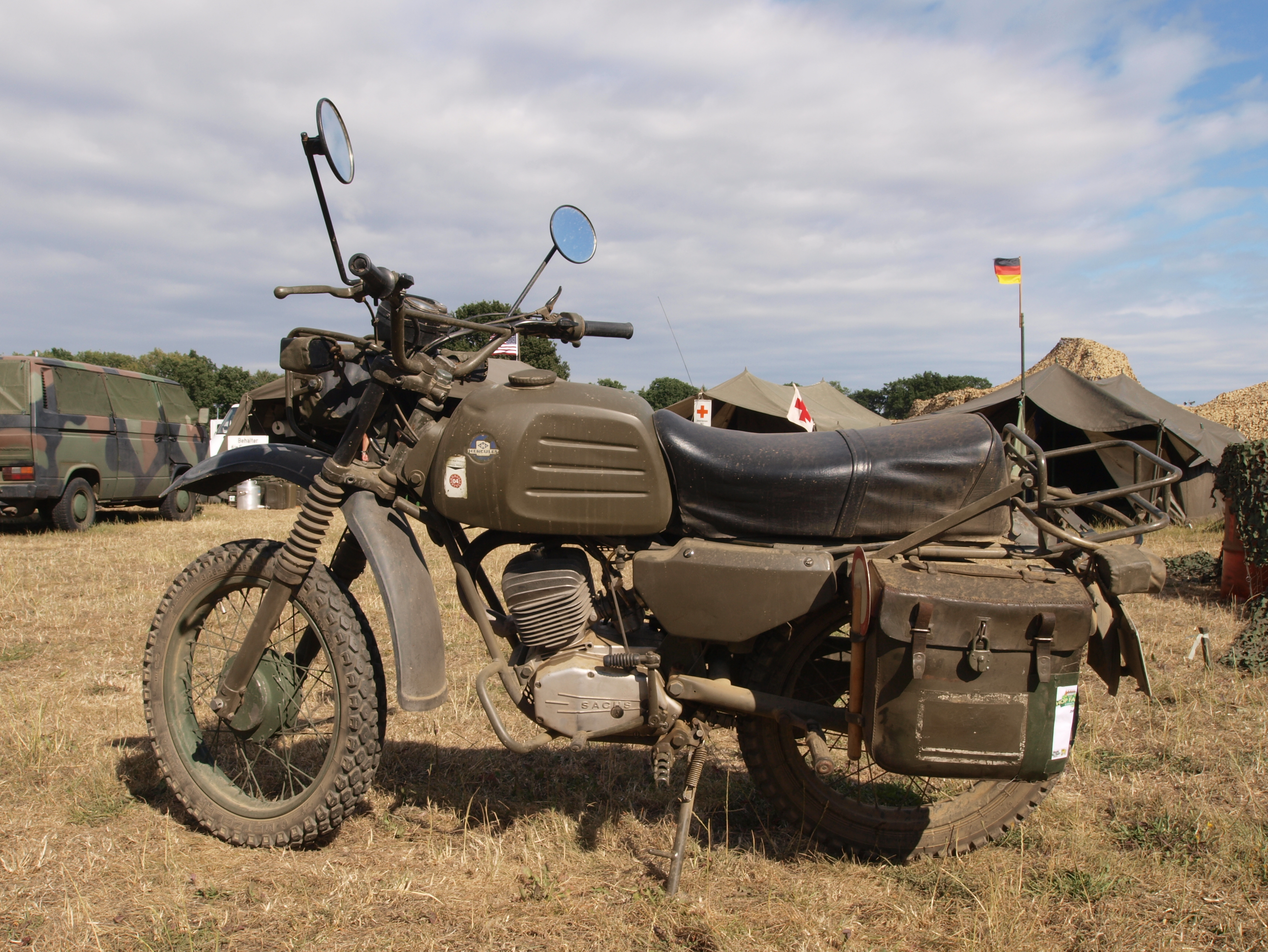
De lichte 125cc-Hercules K 125 BW werd van 1970 tot 1996 gebruikt.
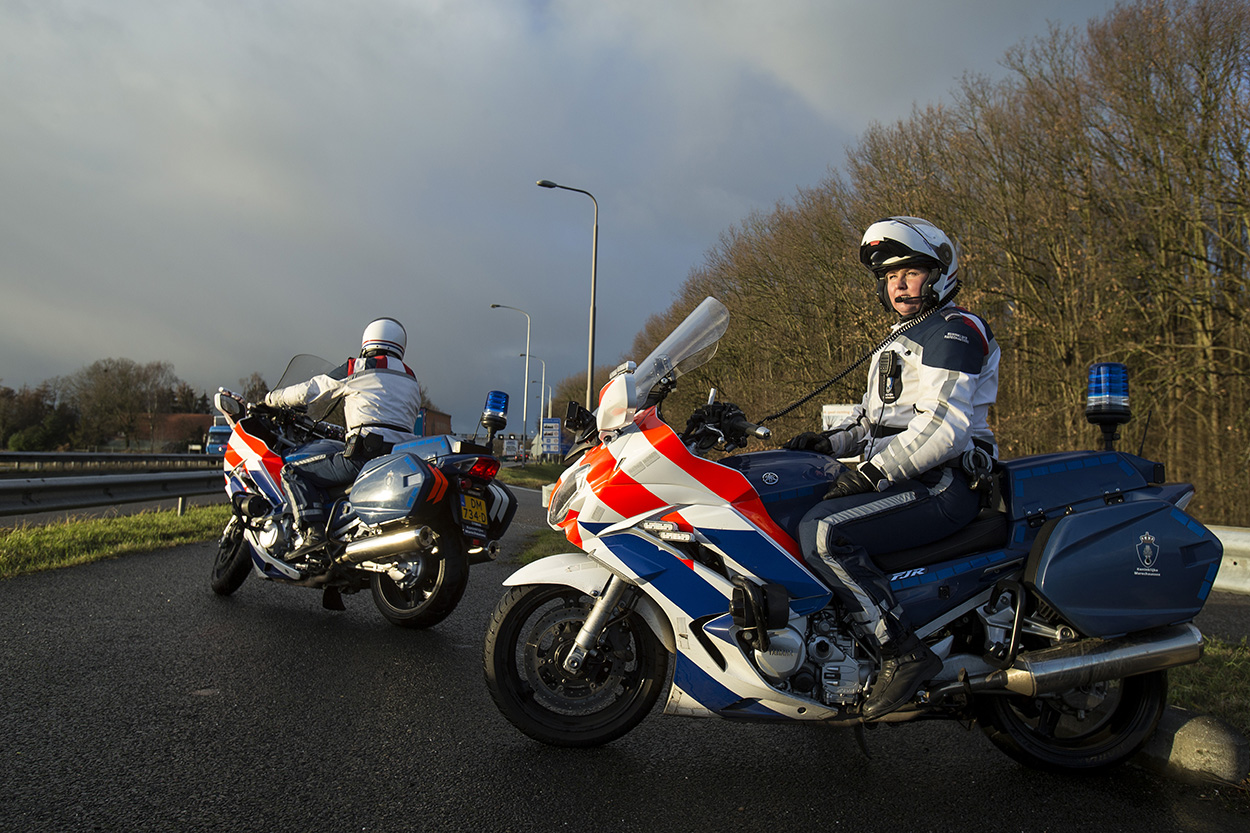
Strikt genomen is een motorfiets van de Koninklijke Marechaussee ook een militaire motorfiets.